# Unterkrumbach
Unterkrumbach ist ein Gemeindeteil der Gemeinde Kirchensittenbach im Landkreis Nürnberger Land (Mittelfranken, Bayern). Unterkrumbach liegt in der Gemarkung Kleedorf.

## Lage
Das Dorf hat etwa 40 landwirtschaftlich geprägte Anwesen sowie einen größeren Schreinereibetrieb. Es liegt in Tallage am Unterkrumbacher Bach, der unmittelbar östlich als rechter Zufluss in den Sittenbach mündet. Im Südwesten erheben sich der Große und der Kleine Hansgörgel (601 m ü. NHN bzw. 553 m ü. NHN). Eine Gemeindeverbindungsstraße führt nach Oberkrumbach (2,2 km nordwestlich) bzw. zur Staatsstraße 2404 (0,6 km südöstlich).

## Geschichte
Beim Wasserleitungsbau wurde am 1. April 1912 ein unbeschädigtes Bronzeschwert vom Möriger Typus gefunden.
Mit dem Gemeindeedikt wurde Unterkrumbach im Jahr 1808 der Steuerdistrikt Oberkrumbach zugewiesen. Zugleich entstand die Ruralgemeinde Unterkrumbach. Sie unterstand in Verwaltung und Gerichtsbarkeit dem Landgericht Hersbruck und in der Finanzverwaltung dem Rentamt Hersbruck. In der freiwilligen Gerichtsbarkeit unterstand ein Anwesen bis 1823 dem Grundherr’schen Patrimonialgericht Unterkrumbach und ein Anwesen bis 1835 dem Volckamer’schen und Behaim’schen Patrimonialgericht Kirchensittenbach. Am 29. September 1824 wurde Unterkrumbach nach Kleedorf eingemeindet. Im Zuge der Gebietsreform in Bayern wurde Unterkrumbach am 1. April 1971 nach Kirchensittenbach eingemeindet.

## Baudenkmäler
- eine Scheune
- Haus Nr. 4, 5 und 20 jeweils ein Wohnstallhaus